# مينامي-شينجوكو (محطة)

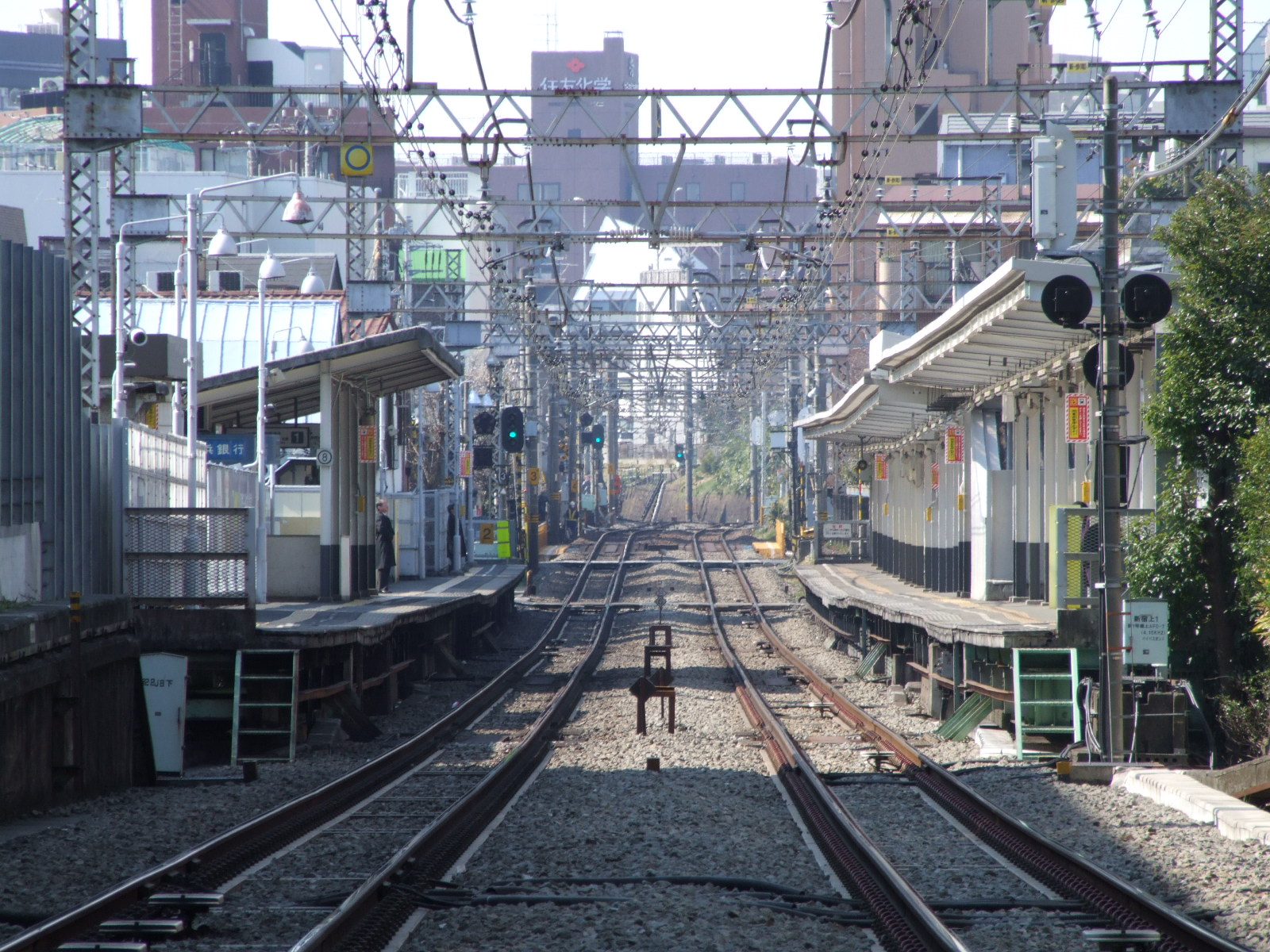
المدخل الجنوبي للمحطة

محطة مينامي-شينجوكو (باليابانية: 南新宿駅، مينامي-شينجوكو-إكي) هي محطة قطار على خط أوداكيو أوداوارا من شركة أوداكيو للسكك الحديدية الكهربائية، تقع في حي شيبويا، طوكيو، اليابان.

## التاريخ
- افتتحت المحطة يوم 1 أبريل 1927 باسم (باليابانية: 千駄ヶ谷新田، سينداغايا-شيندين)
- في 1 يوليو عام 1931، تغير اسمها إلى (باليابانية: 小田急本社前، أوداكيو-هونشاماي)
- في 1 مايو عام 1942، أعطيت تسميتها الحالية مينامي-شينجوكو.

## الخطوط
- شركة أوداكيو للسكك الحديدية الكهربائية (Odakyu Electric Railway)
  - خط أوداكيو-أوداوارا (Odakyu Odawara Line)

## المرافق
يوجد فيها منصتين جانبيتين تخدم مساري خط أوداكيو أوداوارا:
- منصة 1 لخدمة الخط المتجه إلى أوداوارا، هاكونه-يوموتو، فوجيساوا، وكاتاسه-إنوشيما.
- منصة 2 لخدمة الخط المتجه إلى شينجوكو.

## المحطات المتاخمة
| «                                      |                                        | الخدمة                                 |                                        | »                                      |
| شركة أوداكيو للسكك الحديدية الكهربائية | شركة أوداكيو للسكك الحديدية الكهربائية | شركة أوداكيو للسكك الحديدية الكهربائية | شركة أوداكيو للسكك الحديدية الكهربائية | شركة أوداكيو للسكك الحديدية الكهربائية |
| -------------------------------------- | -------------------------------------- | -------------------------------------- | -------------------------------------- | -------------------------------------- |
| شينجوكو                                |                                        | خط أوداكيو-أوداوارا محلي               |                                        | سانغوباشي                              |

‌